# Pietro Fasil
Pietro Fasil (Sappada, 1921 – Prima battaglia difensiva del Don, 22 agosto 1942) è stato un militare italiano, insignito della medaglia d'oro al valor militare alla memoria nel corso della seconda guerra mondiale.

## Biografia
Nacque a Sappada, in provincia di Belluno, nel 1921. Conseguito il diploma di maturità classica a Venezia e quello di abilitazione magistrale all'insegnamento a Treviso, nel settembre 1941 fu arruolato nel Regio Esercito ed ammesso a frequentare la Scuola allievi ufficiali di complemento di Fano. Divenuto sottotenente di complemento dell'arma di fanteria nel marzo dell'anno successivo, venne assegnato al 37º Reggimento fanteria mobilitato della 3ª Divisione fanteria "Ravenna", e partì per l'Unione Sovietica il 10 giugno 1942. Cadde in combattimento il 22 agosto 1942, durante la fasi della prima battaglia difensiva del Don, e fu insignito della medaglia d'oro al valor militare alla memoria. Sepolta inizialmente nel cimitero russo di Filonovo, la sua salma fu traslata successivamente nel cimitero di Sappada.

### Fonti
1. 1 2 3  Combattenti Liberazione.
2. 1 2 3  Gruppo Medaglie d'Oro al Valor Militare 1965, p. 69.
3. ↑  Radiopiù.
4. ↑   Medaglia d'oro al valor militare Fasil, Pietro, su quirinale.it, Quirinale. URL consultato l'11 luglio 2021.